# Silvio Paolucci (allenatore)
Silvio Paolucci (Tollo, 22 ottobre 1960) è un allenatore di calcio ed ex calciatore italiano, di ruolo centrocampista, responsabile del settore giovanile della Ternana.

## Caratteristiche tecniche

### Giocatore
Giocava nel ruolo di ala.

## Carriera

### Giocatore
Cresciuto nella Pro Vasto, tra gli anni 1979 e 1981, i primi due da professionista, ha giocato in Serie A con la maglia dell'Ascoli, totalizzando complessivamente 23 presenze e due reti (l'ultima in occasione della sconfitta esterna contro la Roma del 21 dicembre 1980) in massima serie. Prosegue quindi la carriera fra Serie B (170 presenze e 11 reti nelle file di Taranto, Brescia e Palermo)  e serie C1, per chiudere la carriera nel 1996 con il Crotone, dove centra due promozioni in due anni dalla Serie D alla Serie C1.

### Allenatore
Nel 2006 inizia la carriera di allenatore, chiamato a guidare il Campobasso e poi l'anno dopo la Nocerina, in Serie D.
Nel 2009 torna al Campobasso, sempre in Serie D.
Per la stagione 2011-2012 allena il Chieti in Seconda Divisione. Il 21 giugno 2012 lascia il Chieti per accasarsi al Como con cui firma un contratto di un anno con opzione per il secondo. Il 26 febbraio 2013 viene sollevato dall'incarico.
Il 4 dicembre 2013 è stato ingaggiato dall'Aprilia al posto dell'esonerato Giuseppe Ferazzoli. Viene esonerato il 24 febbraio 2014, dopo la sconfitta esterna col Melfi.
Il 2 dicembre 2014, viene chiamato sulla panchina della Sambenedettese al posto dell'esonerato Andrea Mosconi, chiudendo la stagione al terzo posto. Non confermato per l'annata successiva, il 6 agosto 2015 assume la guida dell'Olympia Agnonese, ripescata in Serie D. Lascia l'incarico il 2 febbraio 2016.
Il 4 aprile 2017 viene chiamato alla guida dell'ASDC Verbania nel girone A di Serie D, in sostituzione dell'esonerato Giampiero Erbetta; non riesce tuttavia ad evitare la retrocessione della squadra in Eccellenza, a seguito della sconfitta nei playout contro la Varesina.
Non riconfermato sulla panchina piemontese, il 6 luglio diventa il nuovo responsabile del settore giovanile della Ternana.

## Palmarès

### Giocatore

#### Competizioni nazionali
- Torneo di Capodanno: 1

Ascoli: 1980-1981
- Campionato Nazionale Dilettanti: 2

Benevento: 1993-1994
Crotone: 1996-1997

#### Competizioni internazionali
- The Red Leaf Cup: 1

Ascoli: 1980